# De dood van Sardanapalus
De dood van Sardanapalus (Frans: Mort de Sardanapale) is een schilderij van Eugène Delacroix uit 1827. Sinds 1921 maakt het deel uit van de collectie van het Louvre.

## Voorstelling
De Griekse historicus Ktesias van Knidus vertelt in zijn verloren gegane boek Persica het verhaal van de (fictieve) Assyrische koning Sardanapalus. Deze monarch leefde in grote luxe en decadentie. Tijdens een opstand verdedigde hij de stad Ninive. Toen de Tigris buiten haar oevers trad, raakte een stadsmuur zwaar beschadigd. Om te voorkomen dat hij in de handen van zijn vijanden zou vallen, liet Sardanapalus een grote brandstapel bouwen in zijn paleis. Hij verzamelde zijn rijkdommen, dienaren en bijvrouwen en gaf alles over aan de vlammen.
Op dit schilderij legt Delacroix het laatste moment in het leven van koning Sardanapalus vast: rustend op een breed bed met gouden olifantenkoppen, omringd door kostbaarheden, kijkt Sardanapalus kalm toe hoe al het leven in de kamer wordt uitgedoofd. Bedienden vermoorden zijn naakte bijvrouwen, een schenker staat aan zijn zijde met een dienblad in de handen waarop een karaf met vergif staat. Op de achtergrond flikkeren de eerste vlammen al. Zijn Arabische paard, versierd met parels en vlechten, wordt door een dienaar met een mes in de borst gestoken.
De esthetiek van de dramatische gebeurtenissen lijkt op De dood van Sardanapalus belangrijker dan de eigenlijke horror; de felle kleuren, het oriëntalisme en de kronkelende beweging staan op de voorgrond. De compositie breekt met de esthetische codes van die tijd, omdat er geen held is die een centrale plaats inneemt en er ook geen sprake is van een piramidale compositie. Het draait allemaal om overvloed, vooral van kleur. De zoektocht van de romantische school naar vrijheid en verbeeldingskracht wordt in zijn meest extreme vorm belichaamd door Sardanapalus op het moment van zijn ondergang. 

## Geschiedenis
De dood van Sardanapalus kon op Parijse Salon van 1828 op felle kritiek rekenen. Een criticus noemde het werk "het fanatisme van lelijkheid". Kunsthistorica Linda Nochlin heeft betoogd dat dit schilderij een schandaal veroorzaakte, omdat het door tijdgenoten werd opgevat als een seksuele fantasie van Delacroix zelf, waardoor het onderscheid tussen de oriëntaalse ‘ander’ (d.w.z. Sardanapalus) en de westerse mens verdween.
Hoewel Sardanapalus zowel vanuit het antieke, hellenistische als eigentijdse Franse, bourgeois perspectief zeer negatief werd bekeken, werd hij in de romantiek een bijna heroïsche figuur. Lord Byron schreef een toneelstuk over de koning dat de belangrijkste inspiratiebron voor Delacroix was. De componisten Hector Berlioz en Franz Liszt werden op hun beurt door het schilderij en het toneelstuk geïnspireerd om een cantate, Sardanapale, en een Italiaanse opera, Sardanapalo, te componeren. Met zijn schilderij schiep Delacroix een provocerend werk dat veel kenmerken van de Franse romantiek vertoonde: de eigenzinnige held, de combinatie van erotiek en dood, het oriëntalisme, de heftige beweging in plaats van een rustige, evenwichtige compositie en de dominantie van kleur over lijn. 
Pas in juli 1846 vond Delacroix een koper voor het schilderij, Daniel David Wilson, een Britse ingenieur die zijn fortuin in Frankrijk had gemaakt. Zijn zoon, de politicus Daniel Wilson, en dochter verkochten het in 1873 aan de kunsthandelaar Durand-Ruel. Vervolgens kwam het in handen van de Schotse kunsthandelaar James Duncan en de Parijse kunsthandelaar en schilder Étienne François Haro, die het schilderij eerder al had gerestaureerd voor Delacroix. De laatste particuliere eigenaar was de bankier en verzamelaar baron Joseph Vitta, die De dood van Sardanapalus in 1921 aan de staat verkocht. In 1844 maakte Delacroix een kleine kopie van het schilderij, mogelijk naar aanleiding van de verkoop van het originele werk. Deze versie hangt in het Philadelphia Museum of Arts. 

## Afbeeldingen

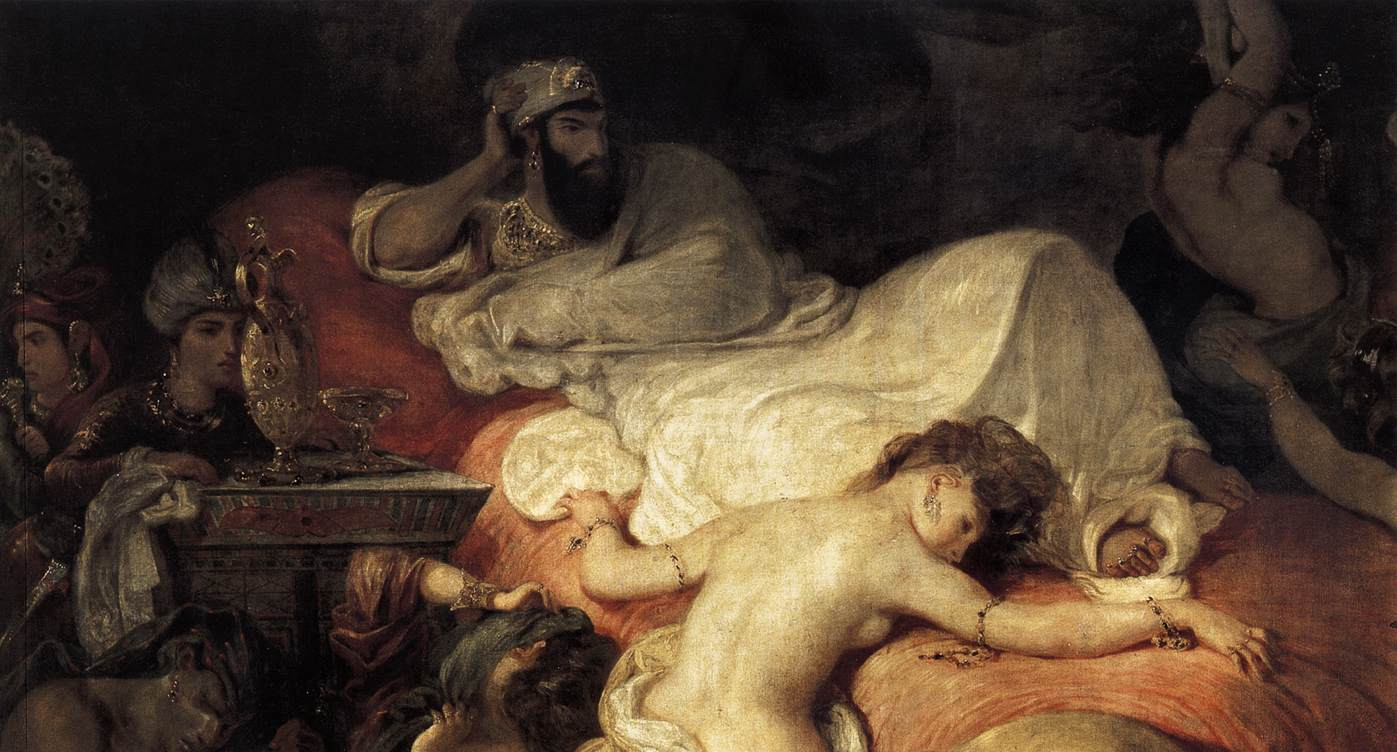
Detail
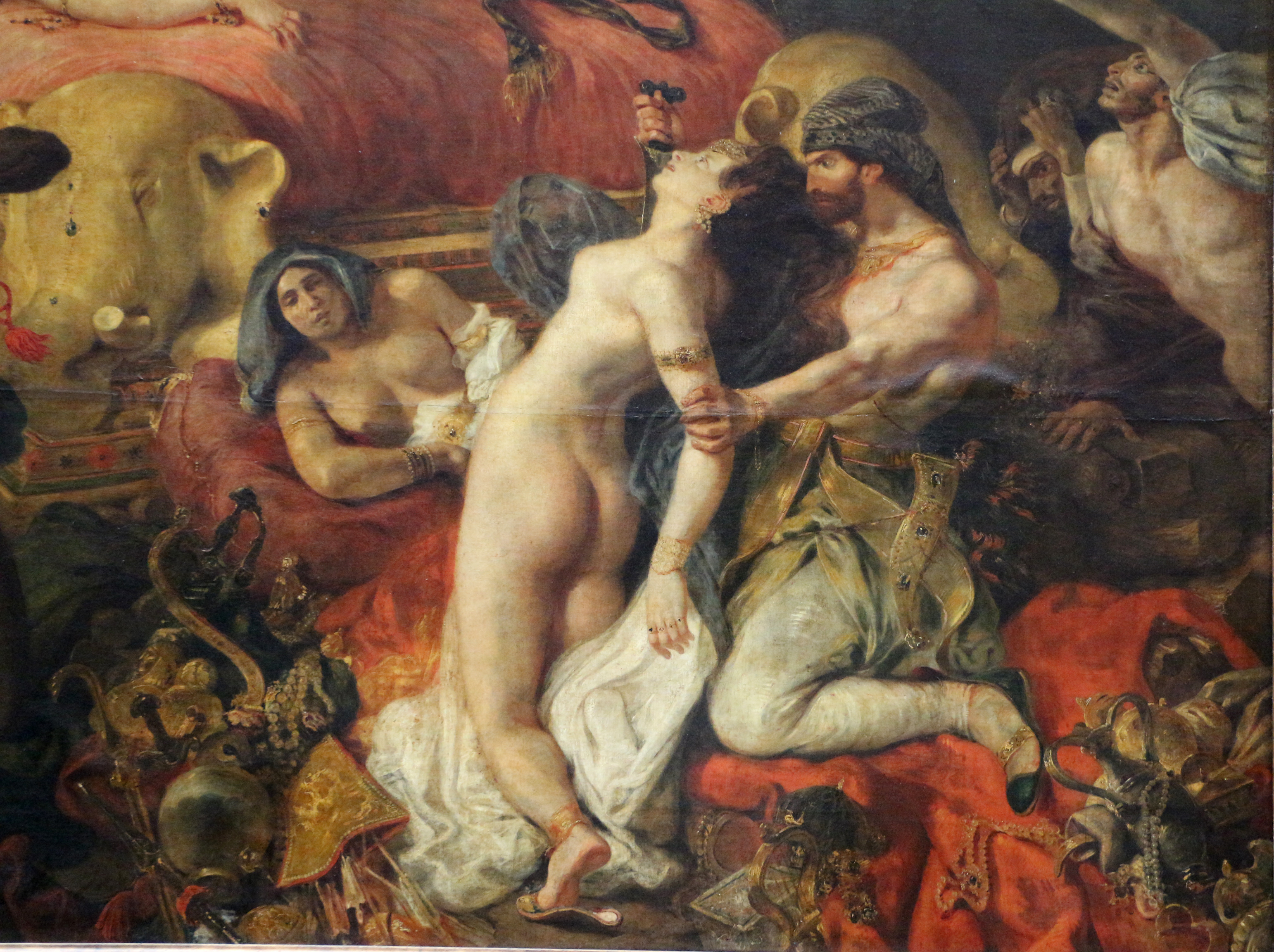
Detail
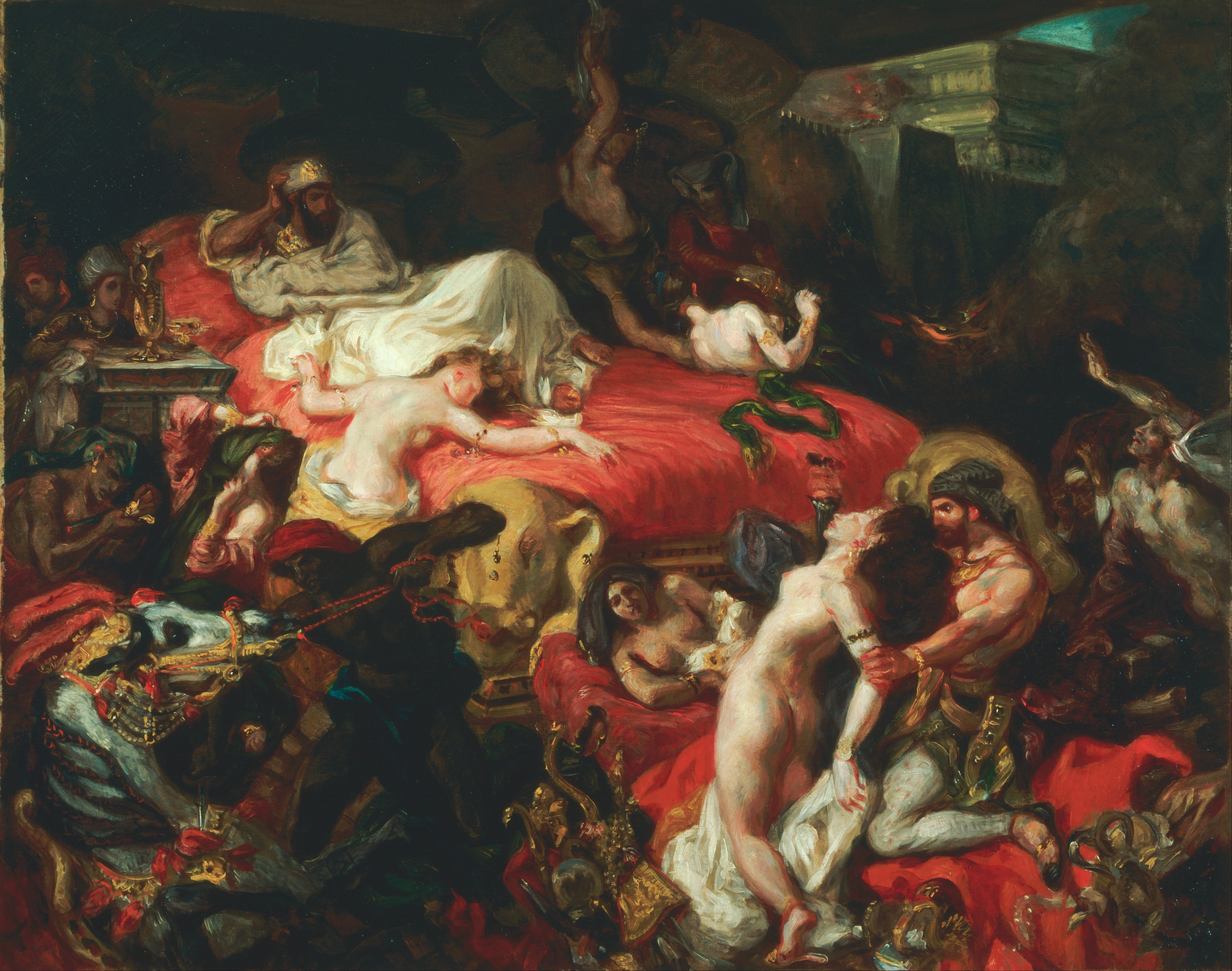
Versie in Philadelphia